# Canton de Koungou
Le canton de Koungou est une division administrative française située dans le département de Mayotte et la région Mayotte.

## Histoire
Le décret du 18 mai 1977 crée les communes mahoraises et associe à chaque commune un canton.

## Représentation

### Représentation avant 2015
| Période                                  | Période | Identité                  | Étiquette | Qualité                              |
| ---------------------------------------- | ------- | ------------------------- | --------- | ------------------------------------ |
| 1997                                     | 2004    | Frédéric d'Achery         | MPM       | Ancien maire de Koungou (1983-1995)  |
| 2004                                     | 2005    | Amidou Hamidou Salim      | UMP       |                                      |
| 2005                                     | 2011    | Hariti Bacar              | UMP       |                                      |
| 2011                                     | 2015    | Saïd Ahamadi (dit "Raos") | DVG       | 3e vice-président du conseil général |
| Les données manquantes sont à compléter. |         |                           |           |                                      |

### Représentation depuis 2015
| Période élective | Période élective | Mandat | Mandat   | Identité             | Nuance | Nuance | Qualité                                                                                          |
| ---------------- | ---------------- | ------ | -------- | -------------------- | ------ | ------ | ------------------------------------------------------------------------------------------------ |
| 2015             | 2021             | 2015   | 2021     | Bourouhane Allaoui   |        | LR     | Responsable de service à la mairie de Koungou                                                    |
| 2015             | 2021             | 2015   | 2021     | Raïssa Andhum        |        | LR     | Commerçante à Koungou Vice-présidente du conseil départemental de Mayotte (depuis 2015)          |
| 2021             | 2028             | 2021   | en cours | Echati Issa          |        | DVC    | Cadre à la caisse de sécurité sociale                                                            |
| 2021             | 2028             | 2021   | en cours | Daoud Saindou-Malidé |        | DVC    | Maitre d'école 6e vice-président, Chargé de la Formation professionnelle, Éducation et Insertion |

À l'issue du 1er tour des élections départementales de 2015, deux binômes sont en ballotage : Bourouhane Allaoui et Raïssa Andhum (UMP, 40,75 %) et Saïd Ahamadi et Zenabou Ali (DVG, 27,30 %). Le taux de participation est de 54,32 % (2 308 votants sur 4 249 inscrits) contre 62,64 % au niveau départemental et 50,17 % au niveau national.
Au second tour, Bourouhane Allaoui et Raïssa Andhum (UMP) sont élus avec 65,55 % des suffrages exprimés et un taux de participation de 54,61 % (1 218 voix pour 1 925 votants et 3 525 inscrits).

## Composition

### Composition avant 2015
Le canton est composé de l'unique commune de Koungou.

### Composition depuis 2015
Depuis le redécoupage de 2014, le canton est composé comme suit :
- dans la commune de Koungou, les villages suivants : Koungou, Majicavo-Koropa et Majicavo-Lamir (les autres villages sont dans le nouveau canton de Bandraboua).

## Démographie

### Démographie avant 2015
| 2002   | 2007   | 2012   |
| ------ | ------ | ------ |
| 15 383 | 19 831 | 26 488 |

### Démographie depuis 2015
En 2017, le canton comptait 23 129 habitants.
| 2017   |
| ------ |
| 23 129 |